# 湖南省公安厅
湖南省公安厅是湖南省人民政府主管全省公共安全工作的组成部門。是湖南省公安机关人民警察的领导和指挥机关。

## 机构设置
- 警令部
- 政治部
- 后勤装备部
- 纪委
- 经济犯罪侦查总队
- 交通管理总队
- 刑事侦查总队
- 禁毒总队
- 治安管理总队
- 网监与行动技术总队
- 监所管理总队
- 人口与出入境管理局
- 警务督察处
- 法制处
- 信访处
- 科信办
- 机场公安局
- 湖南公安高等专科学校

## 历任领导
| 厅长 - 唐瑞亭（-1983年7月） - 毛际寿（1983年7月-1986年2月） - 朱东阳（1986年2月-1991年3月） - 张树海（1991年3月-1993年1月） - 李贻衡（1993年3月-2000年11月） - 周本顺（2000年11月-2004年5月） - 李 江（2004年5月-2011年4月） - 刘力伟（2011年7月-2011年11月） - 孙建国（2011年11月-2015年6月） - 黄关春（2015年6月-2017年7月） - 许显辉（2017年7月-2022年5月） - 王一鸥（2022年5月-） | 党委书记 |